# ほんね
「ほんね」は、1997年5月21日に発売された八代亜紀の73枚目のシングルである。

## 収録曲
1. ほんね
  - 作詞：たかたかし
  - 作曲：杉本真人
  - 編曲：矢野立美
2. ほんね（カラオケ）
3. 桜吹雪の中で
  - 作詞・作曲：松本比呂
  - 編曲：若草恵
4. 桜吹雪の中で（カラオケ）